# Motorola Moto
Motorola Moto (hoặc Moto) là nhãn hiệu thuộc sở hữu của Motorola Trademark Holdings, LLC. Nó được sử dụng và tiếp thị trên các thiết bị di động Android do Motorola Mobility sản xuất, hiện là công ty con của Lenovo. Thương hiệu Moto cũng được sử dụng và tiếp thị cho một số sản phẩm an toàn công cộng từ Motorola Solutions và bởi những người được cấp phép sử dụng thương hiệu Motorola trên một số sản phẩm gia dụng và phụ kiện di động. 

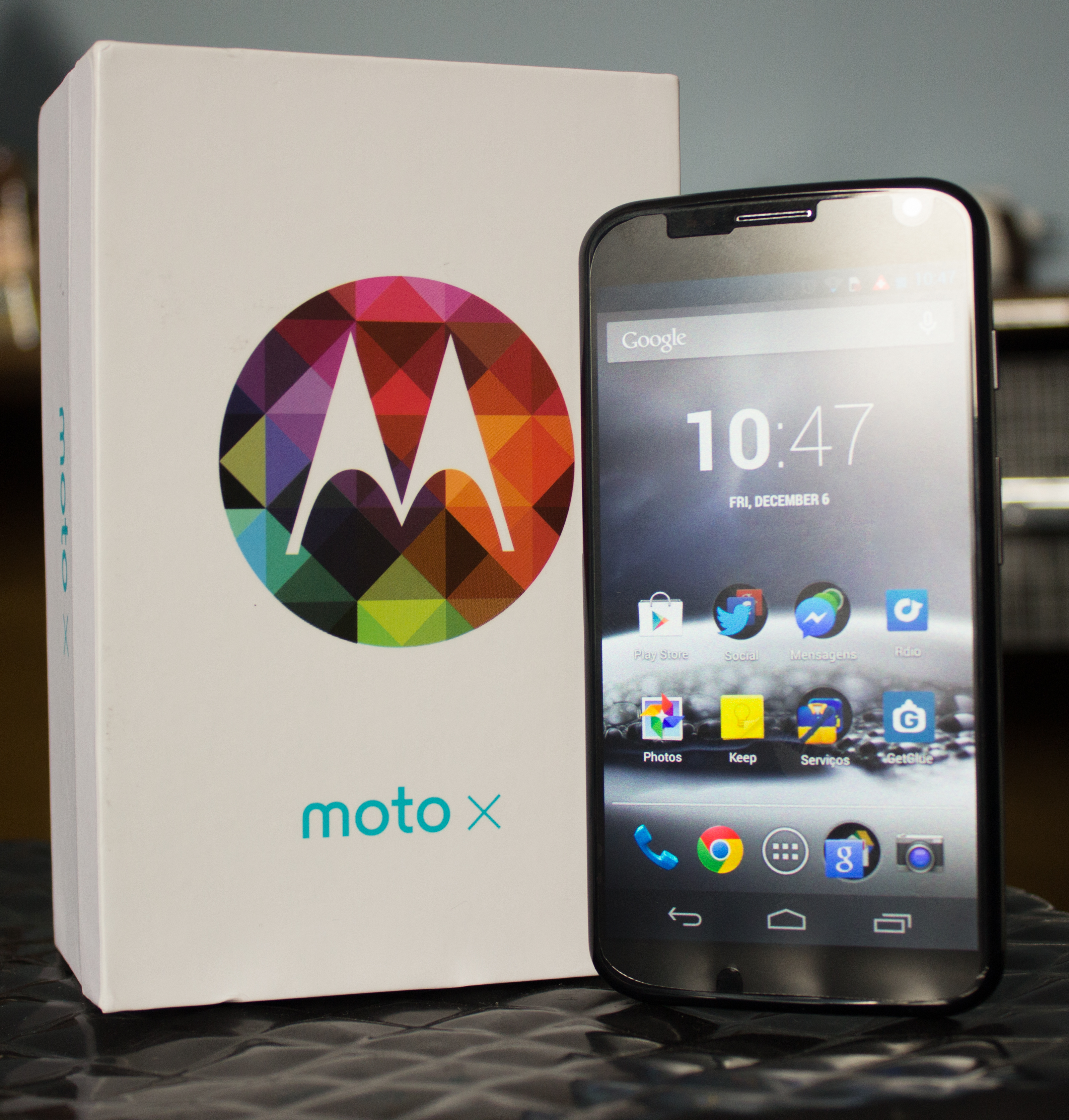
Moto X thế hệ đầu

## Điện thoại thông minh
Sau khi Google mua lại Motorola Mobility vào năm 2012, một số dòng điện thoại thông minh đơn giản đã ra mắt vào năm 2013 với Moto X ở phân khúc cao, Moto G và Moto M ở phân khúc tầm trung và Moto E và Moto C ở tầm thấp. Năm 2016, dòng Moto X bị ngừng sản xuất và dòng Moto Z chiếm vị trí cao cấp. Dòng Moto X trở lại vào năm 2017.

### Moto C
Moto C là dòng điện thoại thông minh tầm thấp.
- Moto C và Moto C Plus (phiên bản 2017) chỉ có ở Châu Mỹ Latinh, Châu Âu, Châu Á - Thái Bình Dương.[1]

### Moto E
Moto E là dòng điện thoại thông minh tầm thấp.
- Moto E (thế hệ 1) (phiên bản 2014)
- Moto E (thế hệ 2) (phiên bản 2015)
- Moto E3 và E3 Power (thế hệ 3, phiên bản 2016)
- Moto E4 và E4 Plus (thế hệ thứ 4, phiên bản 2017)
- Moto E5, E5 Play và E5 Plus (thế hệ thứ 5, phiên bản 2018)
- Moto E6 (thế hệ thứ 6, phiên bản 2019)

### Moto G

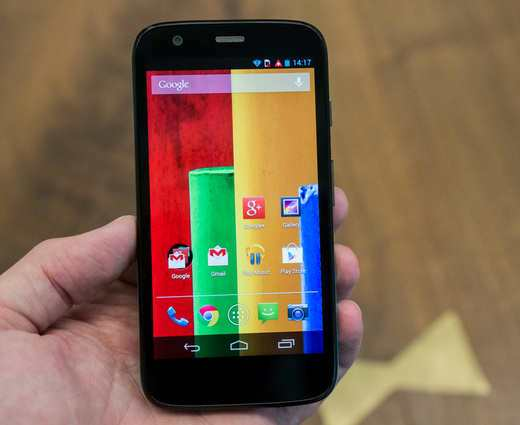
Moto G. thế hệ đầu

Moto G là dòng điện thoại thông minh phân khúc tầm trung.
- Moto G (thế hệ 1) (phiên bản 2013)
- Moto G (thế hệ 2) (phiên bản 2014)
- Moto G (thế hệ thứ 3) (phiên bản 2015)
- Moto G4, G4 Play và G4 Plus (thế hệ thứ 4, phiên bản 2016)
- Moto G5 và G5 Plus (thế hệ thứ 5, phiên bản tháng 3 năm 2017), Moto G5S và G5S Plus (làm mới thế hệ thứ 5; phiên bản tháng 8 năm 2017)
- Moto G6, G6 Play và G6 Plus (thế hệ thứ 6; phiên bản tháng 4 năm 2018) [2][3]
- Moto G7, G7 Play, G7 Power và G7 Plus (thế hệ thứ 7; phiên bản tháng 3 năm 2019) [4]

### Moto M

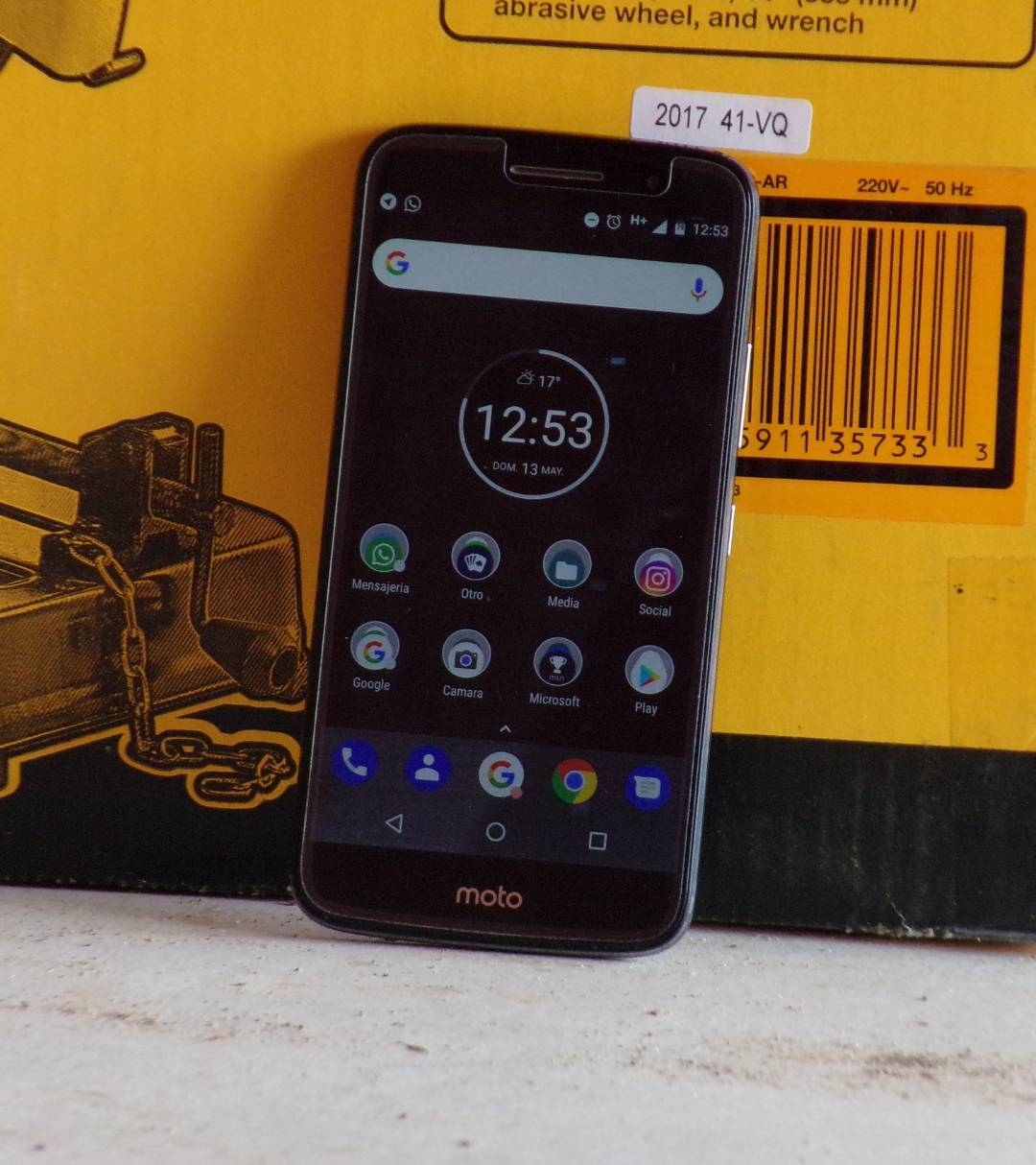
Motorola Moto M.

Moto M là dòng điện thoại thông minh phân khúc tầm trung.
- Moto M, phát hành lần đầu tiên tại Trung Quốc vào năm 2016, cũng có mặt ở thị trường ở Ấn Độ.

### Moto X

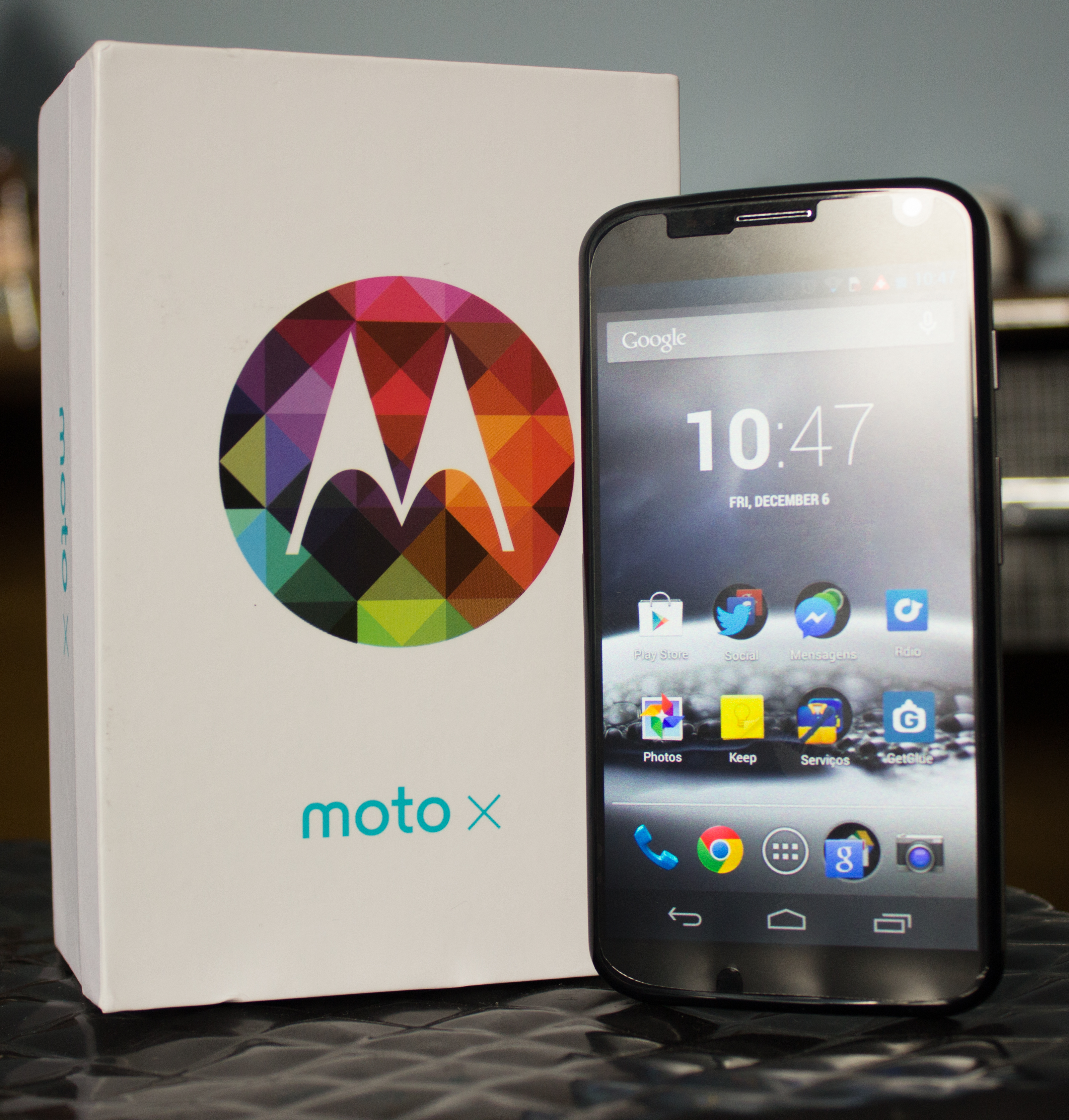
Moto X thế hệ đầu tiên.

Moto X là dòng điện thoại thông minh cao cấp.
- Moto X (thế hệ 1) (phiên bản 2013)
- Moto X (thế hệ 2) (phiên bản 2014)
- Moto X Style (phiên bản 2015), mang nhãn hiệu Moto X Pure Edition tại Mỹ
- Moto X Force (phiên bản 2015), mang nhãn hiệu Droid Turbo 2 tại Mỹ
- Moto X Play (phiên bản 2015), mang nhãn hiệu Droid Maxx 2 tại Mỹ
- Moto X4 (thế hệ thứ 4, 2017) [5]
- Moto X Pro, phiên bản Trung Quốc của Nexus 6.

### Moto Z

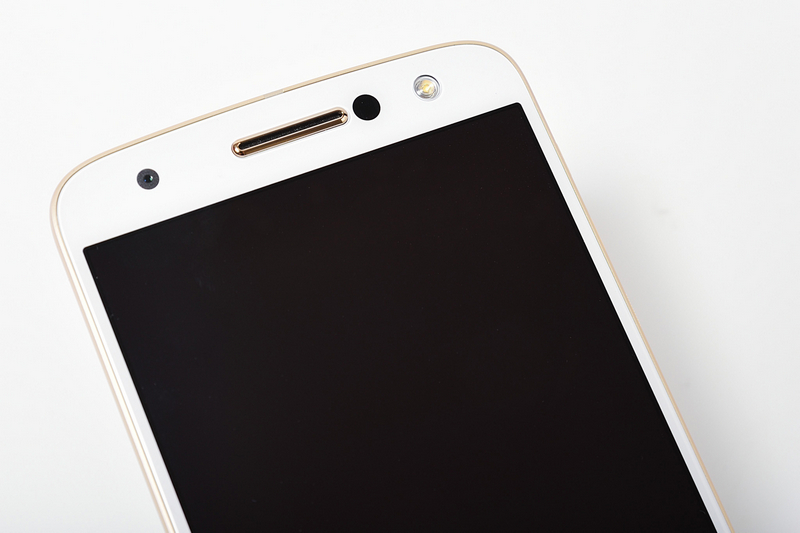
Moto Z Hasselblad True Zoom (32437768220).

Moto Z là dòng điện thoại thông minh cao cấp.
- Moto Z [6] (2016)
- Moto Z Play [7]
- Moto Z Force
- Moto Z Droid (chỉ có ở Mỹ)
- Moto Z Play Droid (chỉ có ở Mỹ) [8]
- Moto Z Force Droid (chỉ có ở Hoa Kỳ) [9]
- Moto Z2 Play [10] (2017)
- Moto Z2 Force Edition [11]
- Moto Z3 Play (tháng 6 năm 2018)
- Moto Z3
- Moto Z4

### Khác
- Moto Maxx, phiên bản quốc tế của Droid Turbo chỉ có cho nhà mạng Verizon ở Hoa Kỳ.
- Moto Turbo, phiên bản Ấn Độ của Droid Turbo chỉ có cho nhà mạng Verizon ở Hoa Kỳ.
- Motorola One, điện thoại Android One tầm trung liên minh với Google.

## Đồng hồ thông minh

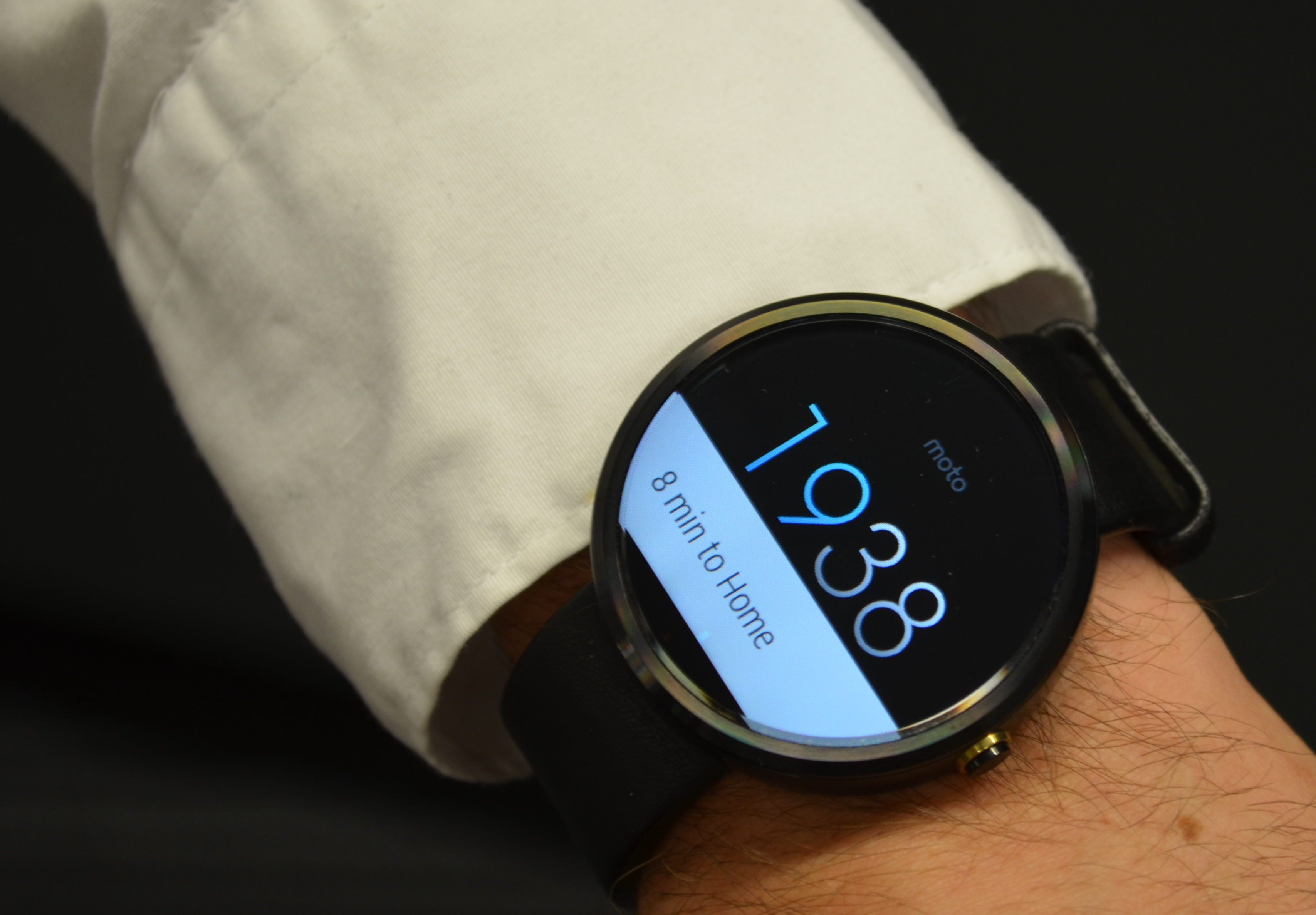
Đồng hồ Moto 360 chạy Android Wear

### Moto 360
- Moto 360 (thế hệ 1) (phiên bản 2014)
- Moto 360 (thế hệ 2) (phiên bản 2015)